# جیمز کلورلی
جیمز اسپنسر کلورلی (زاده ۴ سپتامبر ۱۹۶۹) یک سیاستمدار بریتانیایی و افسر نیروی زمینی ارتش است که از نوامبر ۲۰۲۳ به عنوان وزیر کشور بریتانیا خدمت می‌کند. او پیش از این وزیر امور خارجه و در مقطعی وزیر آموزش بریتانیا بود. وی عضو حزب محافظه کار است که از سال ۲۰۱۵ عضو پارلمان برای برین ترری در اسکس بوده و از سال ۲۰۱۹ تا ۲۰۲۰ به عنوان رئیس مشترک حزب محافظه کار در کنار بن الیوت به فعالیت پرداخت همچنین از سال ۲۰۰۸ تا ۲۰۱۶ عضو شورای شهر لندن (AM) برای بکسلی و بروملی بوده‌است.
کلورلی از نتیجه آراء برگزیت در همه‌پرسی عضویت اتحادیه اروپا در سال ۲۰۱۶ حمایت کرد. در وزارت دوم ماه مه، او به عنوان معاون رئیس حزب محافظه کار از سال ۲۰۱۸ تا ۲۰۱۹ و معاون پارلمانی وزیر خارجه برای خروج از اتحادیه اروپا از آوریل تا ژوئیه ۲۰۱۹ بود. پس از اینکه بوریس جانسون در ژوئیه ۲۰۱۹ به نخست‌وزیری منصوب شد، کلورلی به عنوان وزیر بدون پورتفولیو به کابینه ارتقا یافت، از سال ۲۰۱۹ تا ۲۰۲۰ به عنوان رئیس مشترک حزب محافظه کار در کنار بن الیوت خدمت کرد. کلورلی در ترمیم کابینه ۲۰۲۰ از کابینه تنزل یافت و به عنوان وزیر امور خارجه خاورمیانه و شمال آفریقا منصوب شد، در ماه دسامبر ۲۰۲۱ وزیر امور خارجه خاورمیانه، شمال آفریقا و آمریکای شمالی شد و در فوریه ۲۰۲۲ مسئول امور خارجه اروپا و آمریکای شمالی شد. در ژوئیه ۲۰۲۲ پس از استعفای میشل دونلان در جریان بحران دولت ۲۰۲۲، به مقام وزیر آموزش بریتانیا رسید و در سپتامبر ۲۰۲۲ نخست‌وزیر لیز تراس او را به عنوان وزیر امور خارجه برگزید.